# Kwilu (rzeka)
Kwilu (ang. Kwilu, port. Cuilo) – rzeka w Angoli i Demokratycznej Republiki Konga.
Jest prawym dopływem Kuango. Ma długość ok. 1050 km. Swoje źródła ma na płaskowyżu Lunda.
Nad Kwilu leży miasto Kikwit, stolica prowincji Kwilu.
Badania z 2011 roku wykazały 113 gatunków ryb zamieszkujących tę rzekę.